# جورج ماليا
جورج ماليا (بالإنجليزية: George Mallia)‏ (10 أكتوبر 1978 بسليمة في مالطا - ) هو مدرب كرة قدم ولاعب كرة قدم مالطي في مركز الوسط. شارك مع منتخب مالطا تحت 21 سنة لكرة القدم ومنتخب مالطا لكرة القدم. أما مع النوادي، فقد لعب مع سلايما واندريرز ونادي بيركيركارا ونادي فلوريانا وQormi F.C. ‏.

## مسيرته الكروية
لعب جورج ماليا خلال مسيرته الاحترافية مع 4 أندية في ستة عشر موسمًا وسجل خلالها 55 هدفًا ضمن 336 مباراة. حيث فاز في ثلاثة مواسم بالكأس وفي ثلاثة مواسم بالدوري.
خاض جورج ماليا مسيرته مع نادي سلايما واندريرز في موسم 1995–96 واستمر معه طيلة ثلاثة مواسم، مشاركًا في 44 مباراة سجل خلالها 11 هدفًا. ثم انتقل إلى نادي فلوريانا في موسم 1998–99 ليلعب معه أربعة مواسم، حيث شارك في 84 مباراة سجل خلالها 13 هدفًا. لينتقل بعدها إلى نادي بيركيركارا في موسم 2002–03 ليلعب معه ثمانية مواسم، مشاركًا في 189 مباراة سجل خلالها 28 هدفًا. ثم انتقل إلى Qormi F.C. ‏ في موسم 2010–11 لمدة موسم واحد، مشاركًا في 19 مباراة سجل خلالها 3 أهداف.

## وصلات خارجية
- جورج ماليا على موقع الاتحاد الدولي (مؤرشف)  (الإنجليزية)
- جورج ماليا على موقع الاتحاد الأوربي (الإنجليزية)
- جورج ماليا على موقع قاعدة بيانات كرة القدم.إي يو (الإنجليزية)
- جورج ماليا على موقع ناشيونال فوتبول تيمز (الإنجليزية)
- جورج ماليا على موقع Soccerbase.com (لاعب) (الإنجليزية)